# Henry Norwest
Pour les articles homonymes, voir Norwest.
 (décembre 2017).
Si vous disposez d'ouvrages ou d'articles de référence ou si vous connaissez des sites web de qualité traitant du thème abordé ici, merci de compléter l'article en donnant les références utiles à sa vérifiabilité et en les liant à la section « Notes et références ».
Henry Louis Norwest était un sniper canadien de la première guerre mondiale, décoré deux fois de la médaille militaire (MM & Bar), né le 1er mai 1884 à Fort Saskatchewan en Alberta et mort le 18 août 1918 à Fouquescourt dans la Somme.

## Biographie

### Jeunesse
Né à Fort Saskatchewan (Alberta) le 1er mai 1884, Norwest est un ancien garçon de ferme et vedette de rodéo, qui servit dans la police montée du Nord-Ouest jusqu'en janvier 1915, quand il rejoignit l'armée canadienne. Il s'enrôla d'abord sous le nom d'Henry Louie mais fut renvoyé trois mois plus tard pour mauvaise conduite. Puis il s'enrôla à nouveau sous le nom d'Henry Norwest.

### Carrière militaire
Au cours de ses presque trois années de service au sein du 50e bataillon d'infanterie canadien, le lance caporal a obtenu un record de sniper de 115 coups mortels,. Même si Norwest était un tireur d'élite exceptionnel, ce qui le démarquait des autres était sa superbe tactique furtive et son expertise dans l'utilisation du camouflage. En raison de ses capacités exceptionnelles, ses supérieurs l'envoyaient fréquemment en mission de reconnaissance dans le "No man's land" ou derrière les lignes ennemies.
En 1917, Norwest reçut la médaille militaire lors de la bataille de la crête de Vimy et l'année suivante il reçut une agrafe supplémentaire sur sa médaille. Trois mois avant la fin de la guerre, Norwest était en mission pour trouver un repaire de tireurs d'élite allemands quand il fut abattu par un sniper ennemi.
Son fusil Ross est actuellement exposé au musée du King's Own Calgary Regiment (RCAC). C'est le deuxième des trois fusils qu'il a utilisés, le dernier aurait été récupéré par le sniper allemand qui l'a abattu le 18 août 1918.

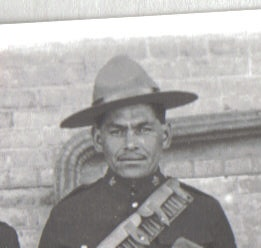
Henry Norwest

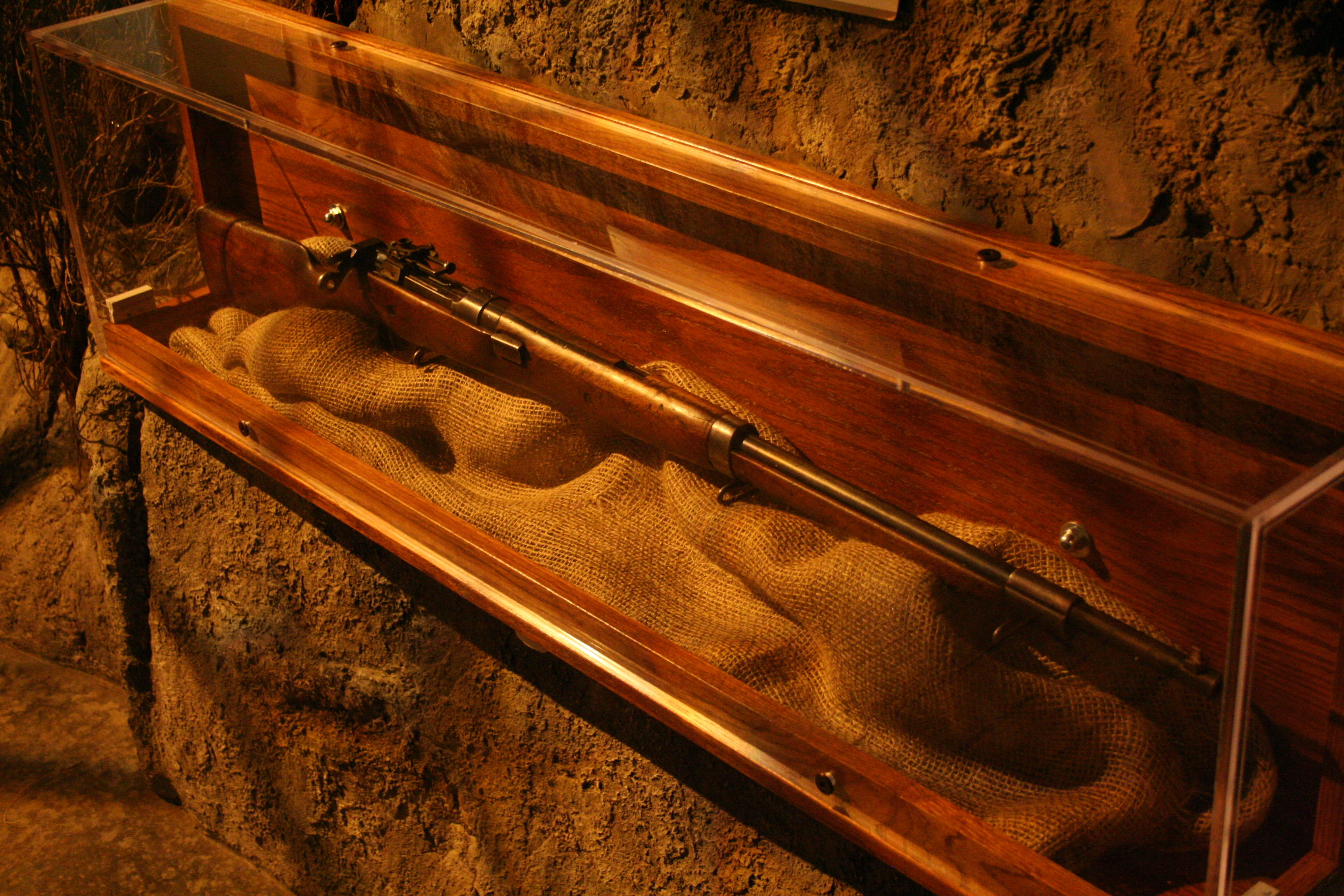
Fusil de Henry Norwest

### Vie privée
Surnommé Ducky, Henry Norwest était métis d'origine cris et française de la réserve de Hobbema en Alberta. Marié et père de trois enfants, il est enterré au cimetière Warvillers Churchyard Extension à Warvillers.